# Mistrovství Československa v krasobruslení 1965
Mistrovství Československa v krasobruslení 1965 se konalo 9. a 10. ledna 1965 v Praze.

## Medaile
| Kategorie      | Zlato                                | Zlato       | Stříbro                     | Stříbro     | Bronz                             | Bronz       |
| Muži           | Ondrej Nepela                        | 8 - 1630,8  | Marian Filc                 | 16 - 1600,3 | Václav Kotek                      | 18 - 1596,2 |
| Ženy           | Hana Mašková                         | 10 - 1670,4 | Jana Mrázková               | 11 - 1675,4 | Bohunka Šrámková                  | 24 - 1598,1 |
| Sportovní páry | Agnesa Wlachovská Peter Bartosiewicz | 6 - 107,2   | Věra Stehlíková Karel Fajfr | 9 - 106,8   | Miroslava Sáblíková Pavel Komárek | 15 - 95,2   |
| Taneční páry   | Eva Romanová Pavel Roman             | 7 - 250,2   | Jitka Babická Jaromír Holan | 14 - 214,9  | Ludmila Kotková Václav Kotek      | 24 - 215,7  |

- čísla udávají celkové hodnocení, první za přednes a druhá počet bodů